# Mary Tourtel
Mary Tourtel (nasceu Mary Caldwell em 28 de janeiro de 1874, Canterbury - morreu em 15 de março de 1948, Canterbury) foi uma artista inglesa e criadora do clássico personagem de livros e séries de desenhos animados, Rupert Bear. Segundo o portal britânico BBC News, suas obras passam de 50 milhões de cópias vendidas ao redor do mundo.

Arte de rua por Mary Tourtel em Canterbury

## Biografia
Tourtel nasceu como Mary Caldwell e cresceu em uma família artística, filha mais nova de Samuel Caldwell, um artista de vitrais e pedreiro, e sua esposa Sarah. Ela estudou arte com Thomas Sidney Cooper na Sidney Cooper School of Art em Canterbury (agora a University for the Creative Arts), e tornou-se ilustradora de livros infantis. Em 1900 ela se casou com um editor assistente do jornal The Daily Express, Herbert Bird Tourtel em Eton.
O Rupert Bear, ou Urso Rupert, foi criado em 1920, numa época em que o Express estava competindo com o The Daily Mail e sua então popular tira de quadrinhos Teddy Tail, bem como com os personagens Pip, Squeak e Wilfred no The Daily Mirror. O então editor de notícias do Express, Herbert Tourtel, foi abordado com a tarefa de produzir uma nova história em quadrinhos para rivalizar com os do Mail and Mirror e imediatamente pensou em sua esposa Mary: já uma autora e artista estabelecida. Rupert foi o resultado e foi publicado pela primeira vez como um personagem sem nome em uma tira intitulada "Little Lost Bear" em 8 de novembro de 1920. As primeiras faixas foram ilustradas por Mary e legendadas por seu marido, Herbert, e foram publicadas como dois cartoons por dia com uma curta estória em baixo. Rupert foi originalmente lançado como um urso pardo até que o Express cortasse as despesas de tinta dando a ele sua cor branca icônica e característica.
Em 1931, Herbert Tourtel morreu em um sanatório alemão, e a própria Mary aposentou-se quatro anos depois, em 1935, depois que sua visão e saúde geral se deterioraram, e as tiras de Rupert Bear foram continuadas por um ilustrador da Punch, Alfred Bestall.

Mary Tourtel morreu em 15 de março de 1948, aos 74 anos, no Kent and Canterbury Hospital e foi sepultada com o marido na Igreja de St. Martin, em Canterbury; eles não tiveram filhos. Tourtel, deixou uma enorme herança em valor cultural e literário ao Reino Unido, sendo considerada um dos grandes nomes da literatura britânica. Em 2003 foi inaugurado no Canterbury Heritage Museum, uma ala especial, dedicada à sua icônica e mais importante criação, Rupert Bear, em homenagem e reconhecimento às obras de Mary Tourtel.

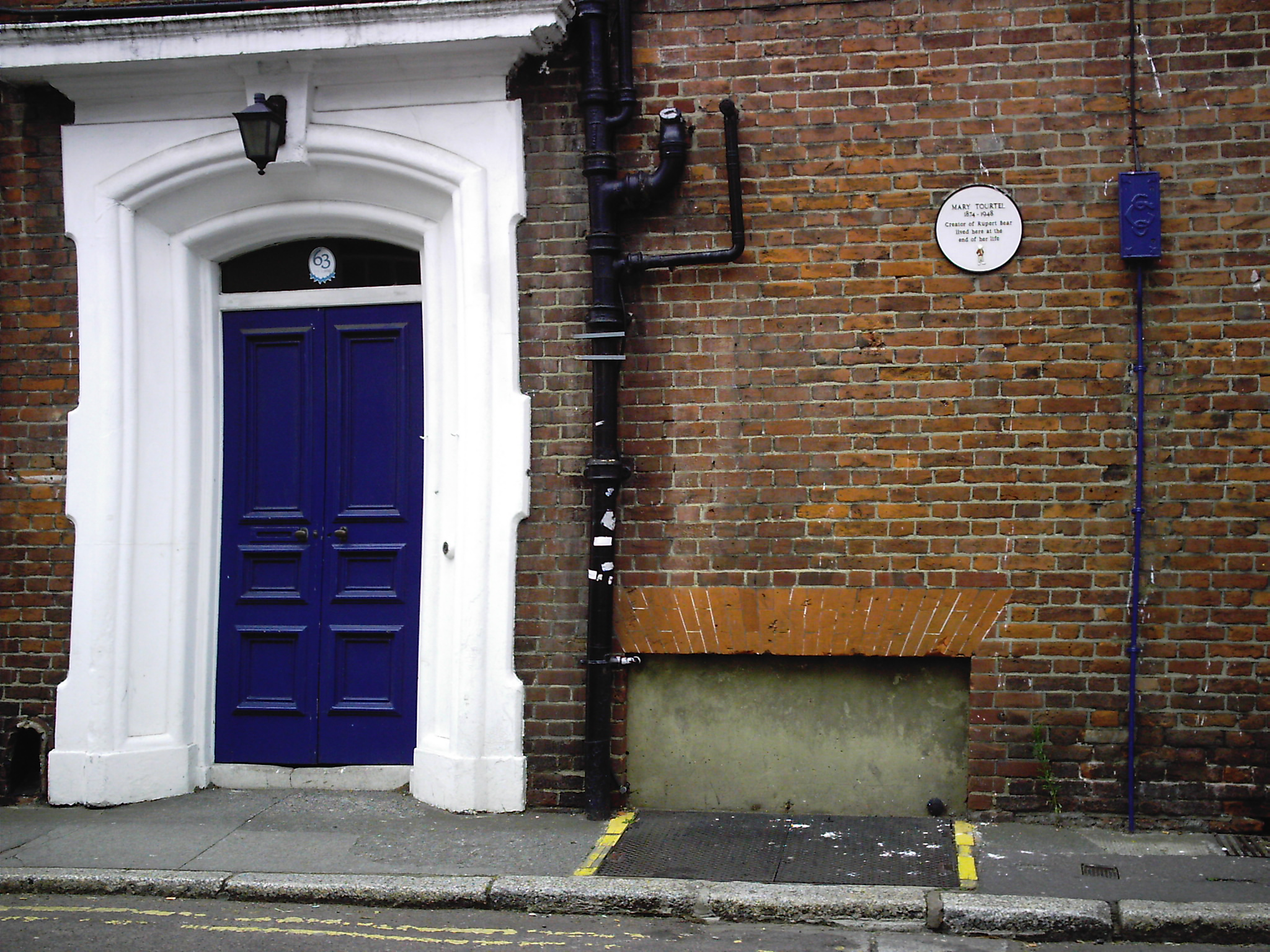
Placa em Canterbury, marcando o lugar onde Mary Tourtel passou seus últimos anos.

### Rupert Séries
- Ver lista de obras do personagem Rupert em: Rupert, o Urso e Rupert Books

### Outros livros
- A Horse Book, Grant Richards, London, 1901 and F.A. Stokes Co., New York, 1901
- The Humpty Dumpty Book: Nursery Rhymes told in Pictures, Treherne, London, 1902
- The Three Little Foxes, Grant Richards, London, 1903
- Matchless A B C, Treherne, London, 1903
- The Strange Adventures of Billy Rabbit, M.A. Donohue & Co., 1908

### Como ilustradora
- The Rabbit Book, by Bruce Rogers, M.A. Donohue & Co., Chicago, 1900

## Ligação externa
- Mary Tourtel biography on Lambiek Comiclopedia
- Works by Mary Tourtel at Project Gutenberg
- Works by or about Mary Tourtel at Internet Archive
- Works by Mary Tourtel at LibriVox (public domain audiobooks)